# Pravá blondýnka
Pravá blondýnka, v anglickém origínále Legally Blonde, je americká romantická filmová komedie z roku 2001 režiséra Roberta Luketice s Reese Witherspoonovou v hlavní roli. Jde o svižnou situační komedii, ve které si další role zahráli Luke Wilson, Selma Blairová, Matthew Davis, Victor Garber a Jennifer Coolidge. V roce 2003 bylo natočeno pokračování (sequel) s názvem Pravá blondýnka 2, později pak ještě televizní film Pravá blondýnka 3.

## Děj
Snímek vypráví příběh mladé blonďaté dívky Elle Woodsové (Reese Witherspoonová), která se rozhodne kvůli svému milému, který jí kvůli své budoucí právnické kariéře opustil, ke studiu práv na Harvardově univerzitě, pro což ale pouze zdánlivě nemá vůbec žádné předpoklady.
Elle nejenže práva velmi úspěšně vystuduje, ale během svých studií úspěšně vyřeší i jeden velmi závažný kriminální případ (otcovražda), zároveň s tím získá lásku zcela jiného muže.

## Hrají
- Reese Witherspoonová – studentka práv na Harvardově univerzitě Elle Woodsová
- Luke Wilson – Emmett, mladý právník, Ellin pozdější přítel
- Selma Blairová – Vivian, studentka práv na Harvardově univerzitě, Ellyina sokyně v lásce a pozdější přítelkyně
- Matthew Davis – Warner, Ellyn (ex)přítel
- Victor Garber – professor Callahan, vyučující právník na právnické fakultě Harvardovy univerzity
- Jennifer Coolidge – Paulette Bonafonté, Ellyina manikýrka a důvěrná přítelkyně
- Holland Taylor – professor Stromwell, vyučující právník na právnické fakultě Harvardovy univerzity
- Ali Larter – Brooke Taylor Windham, hezká fitness instruktorka, Ellyina přítelkyně obviněná z vraždy manžela pana Windhama
- Jessica Cauffiel – Margot, , Ellyina středoškolská spolužačka
- Alanna Ubach – Serena, Ellyina středoškolská spolužačka
- Oz Perkins – "Dorky" David Kidney, student práv, Ellyin kamarád
- Linda Cardellini – Chutney Windhamová, dcera zavražděného pana Windhama, vražedkyně
- Raquel Welch – paní Windham Vandermarková, Chutneyna matka a exmanželka zavražděného pana Windhama
- Bruce Thomas – Paulettin muž ze zásilkové služby UPS
- Meredith Scott Lynn – Enid